# Cyrtandra pulchella
Cyrtandra pulchella är en tvåhjärtbladig växtart som beskrevs av Rich och Asa Gray. Cyrtandra pulchella ingår i släktet Cyrtandra och familjen Gesneriaceae. Inga underarter finns listade i Catalogue of Life.